# 吕乾训
吕乾训（1930年2月23日—2012年12月16日），男，山西芮城人，中华人民共和国政治人物，曾任中共伊犁哈萨克自治州委员会书记，新疆维吾尔自治区政协副主席。